# Marjan Kalhor
Marjan Kalhor (Teheran, 21 juli 1988) is een Iraans alpineskiester. Ze nam eenmaal deel aan de Olympische Winterspelen, maar behaalde geen medaille.

## Carrière
Marjan Kalhor nam nog nooit deel aan een wereldbekerwedstrijd.
Op de Olympische Winterspelen 2010 in Vancouver was een 55e plaats op de slalom haar beste resultaat. Tijdens de openingsceremonie mocht ze de Iraanse vlag dragen.

## Resultaten

### Wereldkampioenschappen
| Jaar | Plaats                 | Resultaten                   |
| ---- | ---------------------- | ---------------------------- |
| 2009 | Val-d'Isère            | 60e Reuzenslalom DSQ1 Slalom |
| 2011 | Garmisch-Partenkirchen | 55e Slalom 88e Reuzenslalom  |
| 2013 | Schladming             | 84e Slalom 90e Reuzenslalom  |
| 2017 | Sankt Moritz           | 73e Reuzenslalom DNF1 Slalom |

### Olympische Spelen
| Jaar | Plaats    | Resultaten                  |
| ---- | --------- | --------------------------- |
| 2010 | Vancouver | 55e Slalom 60e Reuzenslalom |